# Питмен (Флорида)
Питмен (англ. Pittman) — статистически обособленная местность, расположенная в округе Лейк (штат Флорида, США) с населением в 192 человека по статистическим данным переписи 2000 года.

## География
По данным Бюро переписи населения США, статистически обособленная местность Питмен имеет общую площадь в 3,37 квадратных километров, водных ресурсов в черте населённого пункта не имеется.
Статистически обособленная местность Питмен расположена на высоте 21 м над уровнем моря.

## Демография
По данным переписи населения 2000 года, в Питменe проживало 192 человека, 58 семей, насчитывалось 69 домашних хозяйств и 85 жилых домов. Средняя плотность населения составляла около 56,97 человека на один квадратный километр. Расовый состав населённого пункта распределился следующим образом: 83,85 % белых, 11,98 % — чёрных или афроамериканцев, 1,56 % — представителей смешанных рас, 2,60 % — других народностей. Испаноговорящие составили 5,21 % от всех жителей статистически обособленной местности.
Из 69 домашних хозяйств в 34,8 % воспитывали детей в возрасте до 18 лет, 66,7 % представляли собой совместно проживающие супружеские пары, в 8,7 % семей женщины проживали без мужей, 15,9 % не имели семей. 15,9 % от общего числа семей на момент переписи жили самостоятельно, при этом 10,1 % составили одинокие пожилые люди в возрасте 65 лет и старше. Средний размер домашнего хозяйства составил 2,78 человек, а средний размер семьи — 2,97 человек.
Население статистически обособленной местности по возрастному диапазону по данным переписи 2000 года распределилось следующим образом: 23,4 % — жители младше 18 лет, 12,5 % — между 18 и 24 годами, 23,4 % — от 25 до 44 лет, 29,2 % — от 45 до 64 лет и 11,5 % — в возрасте 65 лет и старше. Средний возраст жителей составил 37 лет. На каждые 100 женщин в Питменe приходилось 118,2 мужчин, при этом на каждые сто женщин 18 лет и старше приходилось 104,2 мужчин также старше 18 лет.
Средний доход на одно домашнее хозяйство статистически обособленной местности составил 16 375 долларов США, а средний доход на одну семью — 4896 долларов. При этом мужчины имели средний доход в 31 250 долларов США в год против 0 долларов среднегодового дохода у женщин. Доход на душу населения статистически обособленной местности составил 16 375 долларов в год. 52,2 % от всего числа семей в населённом пункте и 28,2 % от всей численности населения находилось на момент переписи населения за чертой бедности, при том все жители младше 18 и старше 65 лет имели совокупный доход, превышающий прожиточный минимум.